# Vector Space Systems
A Vector Space Systems é uma empresa estadunidense de tecnologia espacial.

## Satélites
A empresa produz e lança minissatélites, e tem demonstrado futuros lançamentos usando a escala de 12 pés de foguetes P-20, do seu Vetor R conhecido como Vector-1. Cada carga é específica do cliente, para que os lançamentos não sejam compartilhados entre as empresas. Atualmente eles são capazes de lançar satélites de até 50 kg em órbita terrestre baixa, e a empresa está desenvolvendo melhores capacidades de lançamentos orbitais. O primeiro cliente da Vector foi a Iceye, uma empresa da Finlândia. Os minissatélites produzidos pela Vector são parcialmente montados por partes impressas em 3D.